# Sholto Douglas
Pour les articles homonymes, voir Douglas.
William Sholto Douglas, 1er baron Douglas of Kirtleside, né le 23 décembre 1893 à Headington et mort le 29 octobre 1969 à Northampton, est un militaire britannique.

## Première Guerre mondiale
Lors de son apprentissage, en 1915, lors de la Première Guerre mondiale, il pilote sur Caudron G3. Il a l'occasion de combattre les 2 as allemands Boelke et Immelmann. Il reçoit la Victoria cross et la Military cross. En mai 1916, à 22 ans, il commande le 43 Squadron. En mai 1917, il est grièvement blessé dans le crash de son avion. En septembre 1917, son 84 Squadron (équipé de SE5A) est envoyé au-dessus de la France. À la fin du conflit, il totalise 6 victoires. Il reçoit la Distinguished Flying cross et la Croix de guerre. Il est alors lieutenant-colonel.

## Entre deux guerres
Il quitte la R.A.F à la fin de la guerre et est embauché comme chef pilote chez Handley Page Transport. Il réalise plusieurs premières sur des vols commerciaux. Après quelques mois, il entre en désaccord avec son employeur sur son salaire et réintègre la R.A.F.

## Seconde Guerre mondiale
Il gravit les échelons pour arriver en 1940 aux fonctions de Deputy chief of the Air Staff responsible for operations (chef d'état-major adjoint des forces aériennes),. Il prend de nombreuses mesures pour améliorer la chasse anglaise. Celle-ci seront bien appréciées lors de la bataille d'Angleterre. En novembre 1940, l'Air Marshal (général de corps d'armée) Douglas remplace l'Air Marchal Dowding, lequel est en désaccord avec le commandement sur la tactique à adopter face aux raids allemands, après la victoire de la bataille d'Angleterre. Il devient alors le chef du Fighter command.
En 1944, il est nommé chef du Coastal command afin de renforcer la lutte anti-sous-marine contre les U-boots allemands dans l'océan Atlantique notamment.
À la fin du conflit, en 1945, il est commandant des forces aériennes britanniques en Allemagne puis commandant en chef et gouverneur de la zone britannique en Allemagne. Il doit alors gérer avec les alliés les différentes tensions avec les soviétiques. il est notamment Marshal of the Royal Air Force.

## Après guerre
En 1947, après sa retraite de la R.A.F., à 54 ans, il est fait pair et adhère au Labour party. Il est nommé au conseil d'administration (puis président) de la compagnie aérienne B.O.A.C et favorise le rapprochement avec la compagnie B.E.A. Ce consortium de compagnies devenant de plus en plus important et s'inquiétant de la perte des traditions et esprit britanniques, il préfère le quitter pour devenir responsable d'une entreprise de voyages.
Profitant de son temps libre, il rédige de nombreux articles et rapports. Il écrit aussi ses mémoires  "years of combat" (jusqu'en 1920) et "years of command" (1920 - 1947) qui sont parues au milieu des années 1960.